# قرش أبو مطرقة المقرن
قرش المطرقة المقرن هو نوع من أسماك القرش المطرقة.

## الوصف
- أسماك القرش المطرقة هذه برأس على شكل مطرقة واسعة قوس قليلا. متوسط حجمه ما بين 60 و 70 سم، على الأرجح الحد الأقصى لحجم 90 بوصة، وهذه أصغر من رأس القرش المطرقة.

## مناطق تواجده
- يتواجد في شرق المحيط الهادئ، وخليج كاليفورنيا، من جنوب المكسيك إلى البيرو بشكل كثيف. وهو من الأنواع النادرة في المحيط، انه يعيش على المنحدرات القارية.

## التكاثر
- تلد الأنثى على الارجح اثنين من القروش، الحجم عند الولادة هو 25 سم. والذكور تصل إلى مرحلة النضج الجنسي عند طول حوالي 65 سم.

## معرض صور

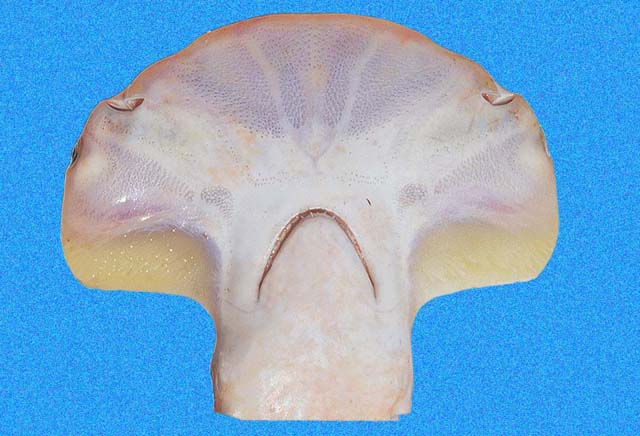
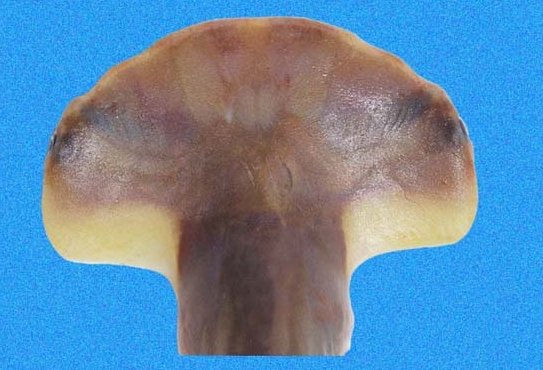
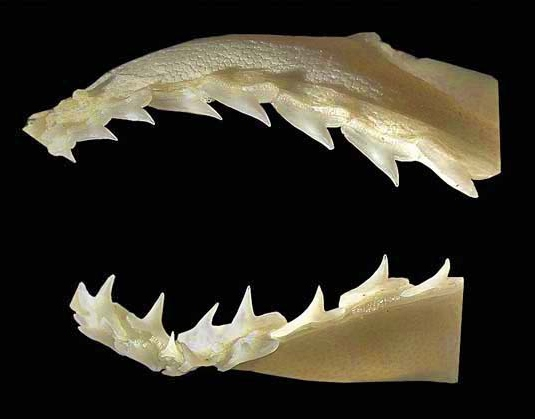

## وصلات خارجية
- SITI